# 玄天神劍
《玄天神劍》（中国大陆又译作，香港官方译为）是一款以「女劍士」為主角的動作冒險遊戲。玩家可以根據動態感測系統改變「劍技」，使遊戲更加緊張及爽快。遊戲活用了PlayStation 3壓倒性的表現力，高質素的畫面展現了華麗的劍技和東方獨特的世界觀。

## 概要
- 玄天神劍有三種的不同形態，各能使出不同的劍技。玩家可隨時轉換形態，而不同形態的劍技可組成為連續技。除了劍外，玩家還可裝備其他武器，例如重型火砲來炮擊及弩射擊等，於射擊時更可以調整視點方向。
- 於故事開始時，主角只能使用玄天神劍作戰。
- 於2006年5月在美國洛杉磯舉辦的「E³ 2006」中提供遊戲試玩，更成為「BEST FIGHTING GAME」的高評價作品。
- 遊戲原本的平台是XBOX，後來重新製作成為PlayStation 3遊戲，在原本遊戲的設定比現在的更有中國風格。

## 相關情報
- 2007年7月24日 - 於「PLAYSTATION Store」公開高清畫質（720p）的宣傳片。
- 2007年8月 - 於北美及歐洲的PLAYSTATION Store上公開試玩版。
- 2007年9月 - 於日本PLAYSTATION Store公開試玩版（日文版）。
- 2007年9月 - 於台灣PLAYSTATION Store公開試玩版（中文版）。

## 故事
在遙遠的國家中有一位國王名為「伯漢」，為了得到整個大陸而企圖得到一把名為「玄天神劍」的神劍來做為征服天下的象徵，而開始對擁有「玄天神劍」的小部落展開攻擊，能從戰鬥的亂世中拯救這小部落中的族人並引導他們前往「約定之地」的就只有神的象徵「玄天神劍」。族人一直代代守護著這把神秘之劍「玄天神劍」，他們認為這把劍是由天上的神明鍛造。
據23年前族人紀載，神啟示說『炎馬之年，族長家將會誕生一位「男丁」，並揮舞著神劍來對抗侵略，引導亂世中的族人前往「約定之地」。』，但火馬之年時，族長家誕生的卻是一位「女子」也就是主角「奈璃子」。族人因為她的出生而感到悲嘆，認為族人們會應為「這個女子」而被詛咒。「奈璃子」也在父親的教導下成為一位武功高強的「女子」。
握著父親交給他的「玄天神劍」與遙遠國家的侵略者「伯漢」展開壯烈的戰鬥。

## 武器
- 如果普通人拿起「玄天神劍」會因神的憤怒而被吸去生命。
  - Twin Swords（二刀流）：快速動作的通常型
  - Chain Swords（鎖劍）：寬廣的攻擊範圍
  - Power Sword（大劍）：擁有一擊必殺的威力

## 演出
※負責動作及英語語音
- 奈璃子（Nariko）：安娜·托芙
- 凱（Kai）：Lydia Baksh
- Whiptail：Race Davies
- 伯漢王（King Bohan）：安迪·瑟克斯
- Flying Fox：Steven Berkoff
- Roach：Richard Ridings

## 外部連結
- Heavenly Sword 玄天神劍 官方網站  （页面存档备份，存于）
- Ninja Theory 官方網站  （页面存档备份，存于）